# Philodendron pedatum

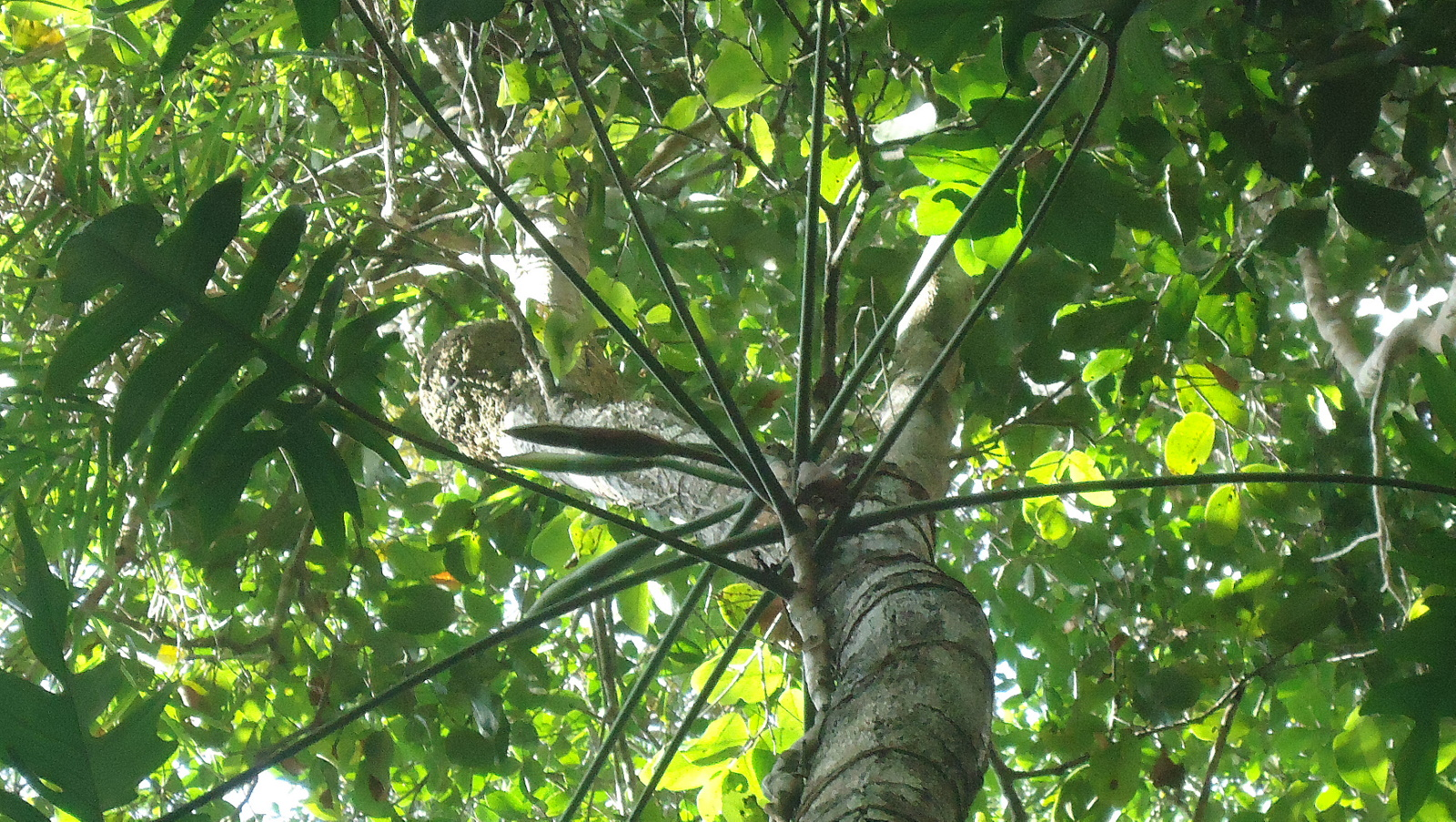

Philodendron pedatum  es una especie de arbusto perenne del género Philodendron de la  familia de las aráceas. Es originaria de Sudamérica.

## Taxonomía
Philodendron pedatum fue descrito por (Hook.) Kunth y publicado en Enumeratio Plantarum Omnium Hucusque Cognitarum 3: 49. 1841.
Etimología
Ver: Philodendron
pedatum: epíteto latíno que significa "como las patas de aves".
Sinonimia
- Caladium pedatum Hook.
- Dracontium laciniatum Vell.
- Philodendron amazonicum Engl.
- Philodendron duisbergii Epple ex G.S.Bunting
- Philodendron laciniatum (Vell.) Engl.
- Philodendron laciniatum var. palmatisectum Engl.
- Philodendron laciniatum subsp. weddellianum Engl.
- Philodendron laciniosum Schott
- Philodendron pedatum var. weddelianum Engl.
- Philodendron polypodioides A.M.E.Jonker & Jonker
- Philodendron quercifolium Engl.
- Philodendron weddellianum Engl.[4]